# Уявна одиниця

i на комплексній або декартовій площині. Дійсні числа знаходяться на горизонтальній осі, а уявні числа на вертикальній осі.

Уявна одиниця {\displaystyle i\,} — число, що при піднесенні до квадрата дає від'ємну одиницю:
{\displaystyle i^{2}=-1\ }
Уявна одиниця не належить полю дійсних чисел, однак дає можливість розширити його до поля комплексних чисел.
Уявна одиниця є одним з двох розв'язків квадратного рівняння x2 + 1 = 0. Хоча не існує такого дійсного числа що мало б таку властивість, i використовують для розширення дійсних чисел до множини, що називається комплексними числами, і використовувати додавання і множення. Прикладом використання i для утворення комплексного числа є такий запис: 2 + 3i.

## Уявна одиниця та від'ємна уявна одиниця
Наведене вище рівняння має два розв'язки. Якщо один з них є {\displaystyle i\ }, то іншим розв'язком буде {\displaystyle -i\ }, бо справджується така рівність:
{\displaystyle (-i)^{2}=(-1\cdot i)\cdot (-1\cdot i)=(-1\cdot (-1))\cdot (i\cdot i)=1\cdot i^{2}=i^{2}=-1\ .}
Таким чином, виникає неоднозначність означення комплексного числа. Проте, хоча ці два числа не рівні між собою, для математики не існує різниці у тому, який саме з двох розв'язків рівняння {\displaystyle i^{2}=-1\ } позначатиметься {\displaystyle i\ }, а яке {\displaystyle -i\ }.

### Степені уявної одиниці
Степені {\displaystyle i} повторюються в циклі:
{\displaystyle \ldots }
{\displaystyle i^{-3}=i\,}
{\displaystyle i^{-2}=-1\,}
{\displaystyle i^{-1}=-i\,}
{\displaystyle i^{0}=1\,}
{\displaystyle i^{1}=i\,}
{\displaystyle i^{2}=-1\,}
{\displaystyle i^{3}=-i\,}
{\displaystyle i^{4}=1\,}
{\displaystyle \ldots }
Що можна записати для будь-якого степеня у вигляді:
{\displaystyle i^{4n}=1\,}
{\displaystyle i^{4n+1}=i\,}
{\displaystyle i^{4n+2}=-1\,}
{\displaystyle i^{4n+3}=-i.\,}
де n — будь-яке натуральне число.
Звідси: {\displaystyle i^{n}=i^{n{\bmod {4}}}\,} де mod 4 — це остача від ділення на 4.
Число {\displaystyle i^{i}} є дійсним:
{\displaystyle i^{i}={e^{(i\pi /2)i}}=e^{i^{2}\pi /2}=e^{-\pi /2}=0{,}20787957635\ldots }

### Факторіал
Факторіал уявної одиниці i можна визначити як значення гамма-функції від аргументу 1 + i:
{\displaystyle i!=\Gamma (1+i)\approx 0.4980-0.1549i.}
Також
{\displaystyle |i!|={\sqrt {\pi  \over \sinh(\pi )}}\approx 0.521564....}

### Корені з уявної одиниці
В полі комплексних чисел корінь n-го степеня має n розв'язків. На комплексній площині корені уявної одиниці містяться у вершинах правильного n-кутника, вписаного в коло одиничного радіуса.
{\displaystyle u_{k}=\cos {\frac {{\frac {\pi }{2}}+2\pi k}{n}}+i\ \sin {\frac {{\frac {\pi }{2}}+2\pi k}{n}},\quad k=0,1,...,n-1}
Це випливає з формули Муавра й того, як уявна одиниця записується у тригонометричному вигляді:
{\displaystyle i=\cos \ {\frac {\pi }{2}}+i\ \sin \ {\frac {\pi }{2}}}
Зокрема, {\displaystyle {\sqrt {i}}=\left\{{\frac {1+i}{\sqrt {2}}};\ {\frac {-1-i}{\sqrt {2}}}\right\}} та {\displaystyle {\sqrt[{3}]{i}}=\left\{-i;\ {\frac {i+{\sqrt {3}}}{2}};\ {\frac {i-{\sqrt {3}}}{2}}\right\}}
Також корені уявної одиниці можуть бути представлені за допомогою експоненти:
{\displaystyle u_{k}=e^{\frac {({\frac {\pi }{2}}+2\pi k)i}{n}},\quad k=0,1,...,n-1}